# Galdrabók
O Galdrabók (pronúncia em islandês: [ˈkaltraˌpouːk], Livro de Magia) é um grimório islandês cuja origem é datada à volta do ano de 1600. É um pequeno manuscrito contendo uma coleção de 47 feitiços e sigilos/staves.
O grimório foi compilado por quatro pessoas, possivelmente começando no final do século XVI e indo até meados do século XVII. Os três primeiros escribas eram islandeses e o quarto era um dinamarquês trabalhando a partir de material em islandês. Os vários feitiços consistem em material latino e rúnico, além de staves mágicas islandesas, invocações a entidades cristãs, demônios e deuses nórdicos, além de instruções para o uso de ervas e itens mágicos. Alguns feitiços são protetores, destinados a problemas como complicações relacionadas à gravidez, dor de cabeça e insônia, encantamentos anteriores, pestilência, sofrimento e angústia no mar. Outros pretendem causar medo, matar animais, encontrar ladrões, colocar alguém para dormir, causar flatulência ou enfeitiçar mulheres. 
O livro foi publicado pela primeira vez em 1921 por Natan Lindqvist em uma edição diplomática e com uma tradução sueca. Uma tradução para o inglês foi publicada em 1989 por Stephen Flowers, e uma edição fac-símile com comentários detalhados de Matthías Viðar Sæmundsson em 1992. Em 1995, Flowers produziu uma segunda edição retocada de seu livro e, com a assistência de Sæmundsson, corrigiu muitas traduções e acrescentou muito mais notas e comentários. 